# Discovery-expeditionen

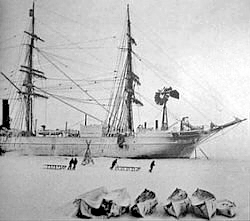
Discovery i den antarktiska isen

Discovery-expeditionen, officiellt namn British National Antarctic Expedition, genomfördes 1901–04, och var den första officiella brittiska expeditionen till Antarktis efter James Clark Ross resa sextio år tidigare. Expeditionen, som organiserades av Royal Society och Royal Geographical Society, syftade till att vetenskapligt studera vad som vid tiden var en i stort sett orörd kontinent. Den utgjorde utgångspunkten för många av de antarktiska upptäcktsresandenas karriärer under det som kommit att kallas Antarktisutforskningens heroiska era. inklusive Robert Falcon Scott som ledde expeditionen, Ernest Shackleton, Edward Wilson, Frank Wild, Tom Crean och William Lashly. 
De vetenskapliga landvinningarna skedde främst inom biologi, zoologi, geologi, meteorologi och magnetism. Viktiga geologiska och zoologiska upptäckter gjordes, inklusive upptäckten av de snöfria dalgångarna vid McMurdo Dry Valleys och Cape Crozier med sin koloni av kejsarpingviner. Vad gäller geografiska utforskningar upptäcktes bland annat King Edward VII Land och Polarplatån via den transantarktiska bergskedjan. 
Discovery-expeditionen gjorde inga seriösa försök att nå Sydpolen.